# Melodi Grand Prix 2022
Der 60. Melodi Grand Prix fand zwischen dem 15. Januar 2022 und dem 19. Februar 2022 statt und war der norwegische Vorentscheid für den Eurovision Song Contest 2022 in Turin (Italien). Das Duo Subwoolfer gewann das Finale mit ihrem Lied Give That Wolf a Banana.

## Format

### Konzept
Am 28. Mai 2021 bestätigte die staatliche Rundfunkgesellschaft Norsk rikskringkasting (NRK) ihre Teilnahme für den Eurovision Song Contest 2022.
Die Sendung soll aus vier Halbfinals und einer letzten Chance im Januar und Februar 2022 bestehen sowie aus einem großen Finale, welches am 19. Februar 2022 stattfinden soll. In den Vorjahren gab es jeweils fünf Halbfinals. Das erste Halbfinale soll am 15. Januar 2022 stattfinden. Im November 2021 gab man bekannt, dass im Gegensatz zum Vorjahr alle Teilnehmerlieder zu einem Zeitpunkt veröffentlicht werden sollen. Die Teilnehmer und Lieder wurden am 10. Januar 2022 vorgestellt. Im Dezember 2021 gab man bekannt, dass für die Vorrunden aufgrund der COVID-19-Pandemie kein Publikum zugelassen sei. Am 1. Februar 2022 hat die norwegische Regierung viele Corona-Restriktionen aufgehoben, so dass am darauffolgenden Tag bekannt wurde, dass 500 Zuschauer im Finale der Sendung anwesend sein werden.
In den vier Halbfinalen treten jeweils vier Interpreten an, von denen sich je ein Beitrag für das Finale qualifiziert. Die zwölf ausgeschiedenen Interpreten treten am 7. Februar 2022 in einer Vorauswahl erneut gegeneinander an. Allerdings werden nur die Aufnahmen ihrer Auftritte gezeigt. Von diesen zwölf Interpreten werden vier in die Siste Sjanse (zweite Chance) gewählt. Dort greift das System der Halbfinale und ein weiterer Beitrag qualifiziert sich für das Finale. Im Finale treffen die fünf Sieger aus der Vorrunde dann auf die fünf bereits qualifizierten Beiträge, die ihr Lied in jeweils einer Vorrunde präsentiert haben. Somit werden insgesamt 10 Lieder im Finale vertreten sein. Alle Abstimmungen werden alleinig von den Zuschauern bestimmt.

### Beitragswahl
Vom 28. Mai 2021 bis zum 15. September 2021 hatten potenzielle Komponisten die Möglichkeit, einen Beitrag beim NRK einzureichen. Die Frist wurde dabei um einem Monat verlängert, denn zuvor sollte sie bereits am 15. August 2021 enden. Jeder Komponist bzw. Produzent, unabhängig vom Alter, konnte bis zu drei Lieder einreichen. Wie im Vorjahr auch, sollte mindestens ein Komponist oder Produzent aus Norwegen stammen. Laut NRK sollen norwegische Komponisten priorisiert werden, um so norwegische Musik zu bewerben. Interpreten müssen allerdings mindestens 16 Jahre alt sein. Gegenüber dem Vorjahr wurde der Zeitraum für Einreichungen verlängert.
Laut Stig Karlsen, Produzent des Melodi Grand Prix, sollen alle möglichen Bandbreiten an Musikgenres im Wettbewerb vertreten sein.

### Sendungen

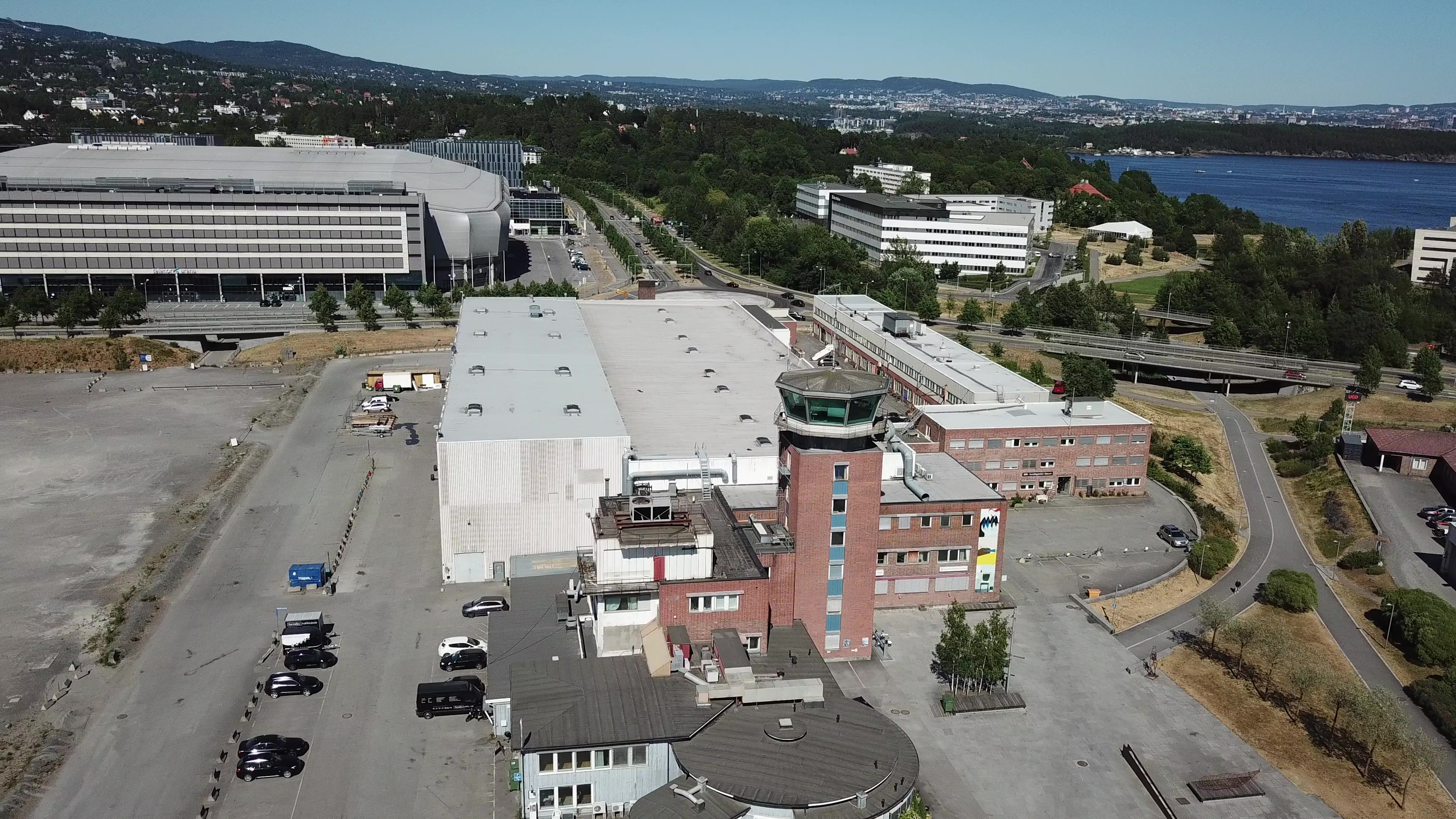
H3-Arena

Der Melodi Grand Prix 2022 erstreckte sich über sechs Wochen. Die Halbfinals und das Finale wurden in diesem Jahr wieder nur an einem Ort, der H3-Arena in Bærum, ausgetragen. Zum Finale war erstmals seit dem Melodi Grand Prix-Finale 2020 wieder Zuschauer in der Arena zugelassen.
| Sendung      | Sendedatum       | Ort   | Austragungsort | Teilnehmer | Zuschauer (Gesamt) | Zuschauer (NRK1) | Zuschauer (online) | Marktanteil |
| ------------ | ---------------- | ----- | -------------- | ---------- | ------------------ | ---------------- | ------------------ | ----------- |
| Delfinale 1  | 15. Januar 2022  | Bærum | H3-Arena       | 04         |                    | 555.000          |                    |             |
| Delfinale 2  | 22. Januar 2022  | Bærum | H3-Arena       | 04         |                    | 574.000          |                    |             |
| Delfinale 3  | 29. Januar 2022  | Bærum | H3-Arena       | 04         |                    |                  |                    |             |
| Delfinale 4  | 05. Februar 2022 | Bærum | H3-Arena       | 04         |                    |                  |                    |             |
| Siste Sjanse | 12. Februar 2022 | Bærum | H3-Arena       | 04         |                    |                  |                    |             |
| Finalen      | 19. Februar 2022 | Bærum | H3-Arena       | 10         |                    |                  |                    |             |
| Gesamt       |                  |       |                |            |                    |                  |                    |             |

### Moderation
Am 20. Dezember 2021 wurden Kåre Magnus Bergh, Annika Momrak und Mikkel Niva als Moderationstrio vorgestellt. Bergh hatte bereits zuvor sieben Mal beim Melodi Grand Prix moderiert. Momrak wurde mit 22 Jahren die bis dahin jüngste Moderatorin.

## Teilnehmer
Am 10. Januar 2022 wurden alle 21 Teilnehmer und deren Songs vorgestellt.

### Zurückkehrende Interpreten
Insgesamt acht Interpreten kehrten 2022 zum Melodi Grand Prix zurück. Kim Wigaard und Maria Mohn traten 2020 als Duo auf. Dass es sich bei dem maskiert auftretenden Duo Subwoolfer mit Gaute Ormåsen und Ben Adams handelte, wurde offiziell erst mit der Demaskierung beim Melodi Grand Prix 2023 bekannt.
| Interpret                               | Vorheriges Teilnahmejahr |
| --------------------------------------- | ------------------------ |
| Alexandra Joner                         | 2015                     |
| Anna-Lisa Kumoji                        | 2019                     |
| Ben Adams (als Teil von Subwoolfer)     | 2010 (als Teil von A1)   |
| Christian Ingebrigtsen                  | 2010 (als Teil von A1)   |
| Gaute Ormåsen (als Teil von Subwoolfer) | 2010, 2013               |
| Kim Wigaard                             | 2020 (mit Maria Mohn)    |
| Maria Mohn                              | 2020 (mit Kim Wigaard)   |
| Mira Craig                              | 2010                     |

## Halbfinale

### Erstes Halbfinale
Das erste Halbfinale (Delfinale 1) fand am 15. Januar 2022 um 19:50 Uhr (MEZ) in der H3 Arena statt. Elsie Bay stellte ihren Beitrag Death of Us vor.
| Erste Runde | Erste Runde | Erste Runde  | Erste Runde                                                                                        | Erste Runde | Erste Runde                   |
| Duell       | Startnr.    | Interpret    | Lied Musik (M) und Text (T)                                                                        | Sprache     | Übersetzung (Inoffiziell)     |
| ----------- | ----------- | ------------ | -------------------------------------------------------------------------------------------------- | ----------- | ----------------------------- |
| 1           | 1           | Eline Noelia | Ecstasy M/T: Eline Noelia Myreng, Audun Agnar Guldbrandsen, Tea Megaard                            | Englisch    | Ekstase                       |
| 1           | 2           | Mira Craig   | We still here M/T: Mira Craig, Bård Berg                                                           | Englisch    | Wir immer noch da             |
|             |             |              | |             |                               |
| 2           | 1           | Trollfest    | Dance like a pink Flamingo M/T: Eirik Renton, Jostein Austvik                                      | Englisch    | Tanze wie ein pinker Flamingo |
| 2           | 2           | Frode Vassel | Black Flowers M/T: Frode Vassel, Benjamin Larsen, Niklas Rosström, Celine Alette Pedersen Breivoll | Englisch    | Schwarze Blumen               |

| Goldduell | Goldduell | Goldduell    | Goldduell                                                                                          | Goldduell | Goldduell                 |
| Duell     | Startnr.  | Interpret    | Lied Musik (M) und Text (T)                                                                        | Sprache   | Übersetzung (Inoffiziell) |
| --------- | --------- | ------------ | -------------------------------------------------------------------------------------------------- | --------- | ------------------------- |
| 1         | 1         | Eline Noelia | Ecstasy M/T: Eline Noelia Myreng, Audun Agnar Guldbrandsen, Tea Megaard                            | Englisch  | Ekstase                   |
| 1         | 2         | Frode Vassel | Black Flowers M/T: Frode Vassel, Benjamin Larsen, Niklas Rosström, Celine Alette Pedersen Breivoll | Englisch  | Schwarze Blumen           |

 Kandidat hat sich für das Finale qualifiziert.
 Kandidat hat sich für das Goldduell qualifiziert.

### Zweites Halbfinale
Das zweite Halbfinale (Delfinale 2) fand am 22. Januar 2022 um 19:50 Uhr (MEZ) in der H3 Arena statt. Christian Ingebrigtsen stellte seinen Beitrag Wonder of the World vor. Annika Momrak konnte aufgrund eines positiven COVID-Tests nicht moderieren, die Moderation übernahmen Kåre Magnus Bergh und Mikkel Niva als Duo.
| Erste Runde | Erste Runde | Erste Runde      | Erste Runde | Erste Runde | Erste Runde               |
| Duell       | Startnr.    | Interpret        | Lied Musik (M) und Text (T)                                                                                               | Sprache     | Übersetzung (Inoffiziell) |
| ----------- | ----------- | ---------------- | --- | ----------- | ------------------------- |
| 1           | 1           | Lily Löwe        | Bad Baby M/T: Lill Sofie Wilsberg, Trond Holter, Victoria Land                                                            | Englisch    | Böses Baby                |
| 1           | 2           | Steffen Jakobsen | With me Tonight M/T: Mats William Wennerberg, Nicolai Herwell                                                             | Englisch    | Mit mir heute Abend       |
|             |             |                  | |             |                           |
| 2           | 1           | Farida           | Dangerous M/T: Farida Bolseth Benounis, Rasmus Simon Vedvik Thallaug, Atle Pettersen, Peter Newman, Hannah Dorothy Bistow | Englisch    | Gefährlich                |
| 2           | 2           | Daniel Lukas     | Kvelertak M/T: Daniel Lukas Kalelic, Are Næsset                                                                           | Norwegisch  | Würgegriff                |

| Goldduell | Goldduell | Goldduell        | Goldduell | Goldduell | Goldduell                 |
| Duell     | Startnr.  | Interpret        | Lied Musik (M) und Text (T)                                                                                               | Sprache   | Übersetzung (Inoffiziell) |
| --------- | --------- | ---------------- | --- | --------- | ------------------------- |
| 1         | 1         | Steffen Jakobsen | With me Tonight M/T: Mats William Wennerberg, Nicolai Herwell                                                             | Englisch  | Mit mir heute Abend       |
| 1         | 2         | Farida           | Dangerous M/T: Farida Bolseth Benounis, Rasmus Simon Vedvik Thallaug, Atle Pettersen, Peter Newman, Hannah Dorothy Bistow | Englisch  | Gefährlich                |

 Kandidat hat sich für das Finale qualifiziert.
 Kandidat hat sich für das Goldduell qualifiziert.

### Drittes Halbfinale
Das dritte Halbfinale (Delfinale 3) fand am 29. Januar 2022 um 19:50 Uhr (MEZ) in der H3 Arena statt. Ursprünglich sollten Subwoolfer ihren Beitrag Give That Wolf a Banana vorstellen. Aufgrund eines positiven COVID-19-Tests wurde am 25. Januar 2022 bekanntgegeben, dass stattdessen die Band NorthKid ihren Beitrag Someone vorstellen wird. Kåre Magnus Bergh konnte aufgrund eines positiven COVID-19-Tests nicht moderieren, die Moderation übernahmen Annika Momrak und Mikkel Niva als Duo.
| Erste Runde | Erste Runde | Erste Runde   | Erste Runde                                                                                              | Erste Runde | Erste Runde               |
| Duell       | Startnr.    | Interpret     | Lied Musik (M) und Text (T)                                                                              | Sprache     | Übersetzung (Inoffiziell) |
| ----------- | ----------- | ------------- | --- | ----------- | ------------------------- |
| 1           | 1           | Mari Bølla    | Your Loss Lars Horn Lavik, Morten Franck, Mari Eriksen Bølla                                             | Englisch    | Dein Verlust              |
| 1           | 2           | Oda Gondrosen | Hammer of Thor M/T: Morten Franck, Elsa Søllesvik, Torgeir Ryssevik, Oda Kristine Gondrosen              | Englisch    | Thors Hammer              |
|             |             |               | |             |                           |
| 2           | 1           | Sturla        | Skår i hjertet M/T: Sturla Fagerli Larsen, Håvard Sundland, Hanne Christine Mjøen Eriksen, Axel Lindroth | Norwegisch  | Scherben im Herzen        |
| 2           | 2           | VILDE         | Titans M/T: Vilde Johannessen, Ben Adams, Sindre Timberlid Jenssen                                       | Englisch    | Titanen                   |

| Goldduell | Goldduell | Goldduell     | Goldduell                                                                                   | Goldduell | Goldduell                 |
| Duell     | Startnr.  | Interpret     | Lied Musik (M) und Text (T)                                                                 | Sprache   | Übersetzung (Inoffiziell) |
| --------- | --------- | ------------- | ------------------------------------------------------------------------------------------- | --------- | ------------------------- |
| 1         | 1         | Oda Gondrosen | Hammer of Thor M/T: Morten Franck, Elsa Søllesvik, Torgeir Ryssevik, Oda Kristine Gondrosen | Englisch  | Thors Hammer              |
| 1         | 2         | VILDE         | Titans M/T: Vilde Johannessen, Ben Adams, Sindre Timberlid Jenssen                          | Englisch  | Titanen                   |

 Kandidat hat sich für das Finale qualifiziert.
 Kandidat hat sich für das Goldduell qualifiziert.

### Viertes Halbfinale
Das vierte Halbfinale (Delfinale 4) fand am 5. Februar 2022 um 19:50 Uhr (MEZ) in der H3 Arena statt. NorthKid hätte ursprünglich ihren Beitrag Someone vorstellen sollen, am 25. Januar 2022 wurde jedoch bekanntgegeben, dass die Band bereits im dritten Halbfinale auftreten werde. Stattdessen stellten nun Subwoolfer ihren Beitrag Give That Wolf a Banana vor.
| Erste Runde | Erste Runde | Erste Runde     | Erste Runde                                                                                   | Erste Runde           | Erste Runde               |
| Duell       | Startnr.    | Interpret       | Lied Musik (M) und Text (T)                                                                   | Sprache               | Übersetzung (Inoffiziell) |
| ----------- | ----------- | --------------- | --------------------------------------------------------------------------------------------- | --------------------- | ------------------------- |
| 1           | 1           | Maria Mohn      | Fly M/T: Maria Mohn, Einar Kristiansen Five, Jan-Tore Saltnes                                 | Englisch              | Fliegen                   |
| 1           | 2           | Alexandra Joner | Hasta la vista M/T: Henrik Sæter, Jazara Aden Hutton                                          | Englisch, Spanisch    | Wiedersehen               |
|             |             |                 |                                                                                               |                       |                           |
| 2           | 1           | Kim Wigaard     | La Melodia M/T: Kim Wigaard Johansen, Marius Hagen, Karianne Sissener Amundsen, Ronny Janssen | Englisch, Italienisch | Die Melodie               |
| 2           | 2           | Sofie Fjellvang | Made of Glass M/T: Sofie Fjellvang, Kjetil Mørland                                            | Englisch              | Aus Glas                  |

| Goldduell | Goldduell | Goldduell       | Goldduell                                                     | Goldduell | Goldduell                 |
| Duell     | Startnr.  | Interpret       | Lied Musik (M) und Text (T)                                   | Sprache   | Übersetzung (Inoffiziell) |
| --------- | --------- | --------------- | ------------------------------------------------------------- | --------- | ------------------------- |
| 1         | 1         | Maria Mohn      | Fly M/T: Maria Mohn, Einar Kristiansen Five, Jan-Tore Saltnes | Englisch  | Fliegen                   |
| 1         | 2         | Sofie Fjellvang | Made of Glass M/T: Sofie Fjellvang, Kjetil Mørland            | Englisch  | Aus Glas                  |

 Kandidat hat sich für das Finale qualifiziert.
 Kandidat hat sich für das Goldduell qualifiziert.

## Siste Sjanse

### Vorrunde
Die Vorauswahl der vier besten Beiträge für die Siste Sjanse fand am 7. Februar 2022 statt.
| Startnr. | Interpret        | Lied Musik (M) und Text (T)                                                                              | Sprache               | Übersetzung (inoffiziell)     |
| -------- | ---------------- | --- | --------------------- | ----------------------------- |
| 2        | Trollfest        | Dance like a pink Flamingo M/T: Eirik Renton, Jostein Austvik                                            | Englisch              | Tanze wie ein pinker Flamingo |
| 7        | Mari Bølla       | Your Loss Lars Horn Lavik, Morten Franck, Mari Eriksen Bølla                                             | Englisch              | Dein Verlust                  |
| 11       | Kim Wigaard      | La Melodia M/T: Kim Wigaard Johansen, Marius Hagen, Karianne Sissener Amundsen, Ronny Janssen            | Englisch, Italienisch | Die Melodie                   |
| 12       | Maria Mohn       | Fly M/T: Maria Mohn, Einar Kristiansen Five, Jan-Tore Saltnes                                            | Englisch              | Fliegen                       |
| 1        | Mira Craig       | We still here M/T: Mira Craig, Bård Berg                                                                 | Englisch              | Wir immer noch da             |
| 3        | Eline Noelia     | Ecstasy M/T: Eline Noelia Myreng, Audun Agnar Guldbrandsen, Tea Megaard                                  | Englisch              | Ekstase                       |
| 4        | Lily Löwe        | Bad Baby M/T: Lill Sofie Wilsberg, Trond Holter, Victoria Land                                           | Englisch              | Böses Baby                    |
| 5        | Daniel Lukas     | Kvelertak M/T: Daniel Lukas Kalelic, Are Næsset                                                          | Norwegisch            | Würgegriff                    |
| 6        | Steffen Jakobsen | With me Tonight M/T: Mats William Wennerberg, Nicolai Herwell                                            | Englisch              | Mit mir heute Abend           |
| 8        | Sturla           | Skår i hjertet M/T: Sturla Fagerli Larsen, Håvard Sundland, Hanne Christine Mjøen Eriksen, Axel Lindroth | Norwegisch            | Scherben im Herzen            |
| 9        | VILDE            | Titans M/T: Vilde Johannessen, Ben Adams, Sindre Timberlid Jenssen                                       | Englisch              | Titanen                       |
| 10       | Alexandra Joner  | Hasta la vista M/T: Henrik Sæter, Jazara Aden Hutton                                                     | Englisch, Spanisch    | Wiedersehen                   |

 Kandidat hat sich für das Finale von Siste Sjanse qualifiziert.

### Finale
Die zweite Chance (Siste Sjanse) fand am 12. Februar 2022 um 19:50 Uhr (MEZ) in der H3 Arena statt. Anna-Lisa Kumoji stellte ihren Beitrag Queen Bees vor.
| Erste Runde | Erste Runde | Erste Runde                                                                                   | Erste Runde           | Erste Runde                   |
| Startnr.    | Interpret   | Lied Musik (M) und Text (T)                                                                   | Sprache               | Übersetzung (Inoffiziell)     |
| ----------- | ----------- | --------------------------------------------------------------------------------------------- | --------------------- | ----------------------------- |
| 1           | Mari Bølla  | Your Loss Lars Horn Lavik, Morten Franck, Mari Eriksen Bølla                                  | Englisch              | Dein Verlust                  |
| 2           | Kim Wigaard | La Melodia M/T: Kim Wigaard Johansen, Marius Hagen, Karianne Sissener Amundsen, Ronny Janssen | Englisch, Italienisch | Die Melodie                   |
| 3           | Maria Mohn  | Fly M/T: Maria Mohn, Einar Kristiansen Five, Jan-Tore Saltnes                                 | Englisch              | Fliegen                       |
| 4           | Trollfest   | Dance like a pink Flamingo M/T: Eirik Renton, Jostein Austvik                                 | Englisch              | Tanze wie ein pinker Flamingo |

| Goldduell | Goldduell  | Goldduell                                                     | Goldduell | Goldduell                     |
| Platz     | Interpret  | Lied Musik (M) und Text (T)                                   | Sprache   | Übersetzung (Inoffiziell)     |
| --------- | ---------- | ------------------------------------------------------------- | --------- | ----------------------------- |
| 1         | Maria Mohn | Fly M/T: Maria Mohn, Einar Kristiansen Five, Jan-Tore Saltnes | Englisch  | Fliegen                       |
| 2         | Trollfest  | Dance like a pink Flamingo M/T: Eirik Renton, Jostein Austvik | Englisch  | Tanze wie ein pinker Flamingo |

 Kandidat hat sich für das Finale qualifiziert.
 Kandidat hat sich für das Goldduell qualifiziert.

## Finale
Das Finale fand am 19. Februar 2022 um 19:50 Uhr (MEZ) in der H3 Arena statt. Dabei waren die fünf bereits qualifizierten Teilnehmer, die vier Sieger der jeweiligen Halbfinale und der Sieger der Zweiten Chance vertreten.
| Platz  | Startnr. | Interpret              | Lied Musik (M) und Text (T)                                                                                               | Sprache  | Übersetzung (inoffiziell) |
| ------ | -------- | ---------------------- | --- | -------- | ------------------------- |
| 1.–4.  | 2        | NorthKid               | Someone M/T: Helge Moen, Alex Charles, Sandra Lyng, Jim Bergsted                                                          | Englisch | Irgendjemand              |
| 1.–4.  | 5        | Sofie Fjellvang        | Made of Glass M/T: Sofie Fjellvang, Kjetil Mørland                                                                        | Englisch | Aus Glas                  |
| 1.–4.  | 9        | Subwoolfer             | Give That Wolf a Banana M/T: Keith, Jim                                                                                   | Englisch | Gib dem Wolf eine Banane  |
| 1.–4.  | 10       | Elsie Bay              | Death of Us M/T: Elsa Søllesvik, Jonas Holteberg Jensen, Andreas Stone Johansson                                          | Englisch | Unser Tod                 |
| 5.–10. | 1        | Oda Gondrosen          | Hammer of Thor M/T: Morten Franck, Elsa Søllesvik, Torgeir Ryssevik, Oda Kristine Gondrosen                               | Englisch | Thors Hammer              |
| 5.–10. | 3        | Anna-Lisa Kumoji       | Queen Bees M/T: Olli Äkräs, Alan Roy Scott, Elsbeth Rehder, Anna-Lisa Kumoji                                              | Englisch | Bienenköniginnen          |
| 5.–10. | 4        | Farida                 | Dangerous M/T: Farida Bolseth Benounis, Rasmus Simon Vedvik Thallaug, Atle Pettersen, Peter Newman, Hannah Dorothy Bistow | Englisch | Gefährlich                |
| 5.–10. | 6        | Frode Vassel           | Black Flowers M/T: Frode Vassel, Benjamin Larsen, Niklas Rosström, Celine Alette Pedersen Breivoll                        | Englisch | Schwarze Blumen           |
| 5.–10. | 7        | Christian Ingebrigtsen | Wonders Of the World M/T: Christian Ingebrigtsen, Michael Hunter Ochs, Henrik Tala                                        | Englisch | Wunder der Welt           |
| 5.–10. | 8        | Maria Mohn             | Fly M/T: Maria Mohn, Einar Kristiansen Five, Jan-Tore Saltnes                                                             | Englisch | Fliegen                   |

 Kandidat hat sich für das Goldfinale qualifiziert.

### Goldfinale
NorthKid und Subwoolfer qualifizierten sich für das Goldduell.
| Platz | Interpret       | Lied Musik (M) und Text (T)                                                      | Sprache  | Übersetzung (inoffiziell) |
| ----- | --------------- | -------------------------------------------------------------------------------- | -------- | ------------------------- |
| 1./2. | NorthKid        | Someone M/T: Helge Moen, Alex Charles, Sandra Lyng, Jim Bergsted                 | Englisch | Irgendjemand              |
| 1./2. | Subwoolfer      | Give That Wolf a Banana M/T: Keith, Jim                                          | Englisch | Gib dem Wolf eine Banane  |
| 3./4. | Elsie Bay       | Death of Us M/T: Elsa Søllesvik, Jonas Holteberg Jensen, Andreas Stone Johansson | Englisch | Unser Tod                 |
| 3./4. | Sofie Fjellvang | Made of Glass M/T: Sofie Fjellvang, Kjetil Mørland                               | Englisch | Aus Glas                  |

 Kandidat hat sich für das Goldduell qualifiziert.

### Goldduell
Im Goldduell (no. Gullduell) setzte sich Subwoolfer mit 54,11 % der Stimmen gegenüber den Zweitplatzierten NorthKid durch. Subwoolfer vertritt somit Norwegen beim Eurovision Song Contest 2022.
| Platz | Startnr. | Interpret  | Lied Musik (M) und Text (T)                                      | Zuschauerstimmen nach Region (SMS- & Online-Voting) | Zuschauerstimmen nach Region (SMS- & Online-Voting) | Zuschauerstimmen nach Region (SMS- & Online-Voting) | Zuschauerstimmen nach Region (SMS- & Online-Voting) | Zuschauerstimmen nach Region (SMS- & Online-Voting) | Gesamt  | %       |
| Platz | Startnr. | Interpret  | Lied Musik (M) und Text (T)                                      | Sørlandet                                           | Midt-Norge                                          | Nord-Norge                                          | Vestlandet                                          | Østlandet                                           | Gesamt  | %       |
| ----- | -------- | ---------- | ---------------------------------------------------------------- | --------------------------------------------------- | --------------------------------------------------- | --------------------------------------------------- | --------------------------------------------------- | --------------------------------------------------- | ------- | ------- |
| 1.    | 2        | Subwoolfer | Give That Wolf a Banana M/T: Keith, Jim                          | 36.576                                              | 45.038                                              | 28.731                                              | 82.146                                              | 175.615                                             | 368.106 | 54,11 % |
| 2.    | 1        | NorthKid   | Someone M/T: Helge Moen, Alex Charles, Sandra Lyng, Jim Bergsted | 28.095                                              | 40.288                                              | 79.548                                              | 57.369                                              | 106.923                                             | 312.223 | 45,89 % |